# Yoshio Koizumi
Yoshio Koizumi (japanisch 小泉 佳穂 Koizumi Yoshio; * 5. Oktober 1996 in der Präfektur Tokio) ist ein japanischer Fußballspieler.

## Karriere
Koizumi erlernte das Fußballspielen in der Schulmannschaft der Maebashi Ikuei High School und der Universitätsmannschaft der Aoyama-Gakuin-Universität. Seinen ersten Vertrag unterschrieb er 2019 bei FC Ryūkyū. Der Verein spielte in der zweithöchsten Liga des Landes, der J2 League. Bei Ryūkyū stand er bis Ende 2020 unter Vertrag. Für den Verein absolvierte 50 Zweitligaspiele. Anfang 2021 nahm ihn Urawa Red Diamonds unter Vertrag. Der Verein aus Urawa-ku spielt in der ersten Liga, der J1 League. Am 19. Dezember 2021 stand er mit dem Klub im Endspiel des Kaiserpokals, dass man mit 2:1 gegen Ōita Trinita gewann. Am 4. November 2023 stand er mit den Urawa Reds im Finale des Ligapokals. Hier verlor man gegen den Erstligisten Avispa Fukuoka mit 2:1. Nach 107 Ligaspielen wechselte er im Januar 2025 zum ebenfalls in der ersten Liga spielenden Kashiwa Reysol.

## Erfolge
Urawa Red Diamonds
- Japanischer Pokalsieger: 2021
- Japanischer Ligapokalfinalist: 2023